# 克尔讷
克尔讷（德語：Körner）是德国图林根州的一个市镇。总面积30.64平方公里，总人口1784人，其中男性885人，女性899人（2011年12月31日），人口密度58人/平方公里。